# 니콜라스 케이지
니콜라스 킴 코폴라(영어: Nicolas Kim Coppola, 1964년 1월 7일 ~ )는 니콜라스 케이지(영어: Nicolas Cage)라는 예명으로 활동하고 있는 미국의 배우이자 영화 프로듀서이다. 아카데미 남우주연상 후보에 두 번 오른 경력이 있다.

## 특기사항
- 《대부》 시리즈를 감독한 미국의 유명 영화감독 프랜시스 포드 코폴라의 조카로 잘 알려져 있다. 숙부의 후광을 입었다는 비아냥을 듣기 싫어 성을 바꾸었다고 한다.
- 2004년 약혼녀 앨리스 김이 한국계(한국명 김용경)라는 사실이 알려지면서 대한민국에서는 큰 화제가 되었다.[1] 그러나 2016년에 이혼하였다.

## 출연작
| 년도 | 영화                       | 배역                       | 미국 박스 오피스 수익 | 세계 박스 오피스 수익 |
| ---- | -------------------------- | -------------------------- | --------------------- | --------------------- |
| 1982 | 리지몬트 연애 소동         | 브래드의 친구              | $27,092,880           |                       |
| 1983 | 아웃사이더                 | 싸움 장면의 카메오         | $25,600,000           |                       |
| 1983 | 밸리 걸                    | 랜디                       | $17,343,596           |                       |
| 1983 | 럼블 피쉬                  | 스모키                     | $2,494,480            |                       |
| 1984 | 젊음의 초상                | 니키와 버드                | $6,045,647            |                       |
| 1984 | 커튼 클럽                  | 빈센트 드워                | $25,928,721           |                       |
| 1984 | 버디                       | 콜룸바토 병장              | $1,455,045            |                       |
| 1986 | 고독한 영웅                | 네드 핸런                  | $275,000              |                       |
| 1986 | 페기 수 결혼하다※          | 찰리 보델                  | $41,382,841           |                       |
| 1987 | 아리조나 유괴 사건         | 하이                       | $22,847,564           |                       |
| 1987 | 포니트럭                   | 로니 캐머레리              | \30000                |                       |
| 1988 | 화요일은 참으세요          | 붉은 스포츠카를 탄 남자 역 | N/A                   |                       |
| 1989 | 뱀파이어의 키스            | 피터 리오                  | $725,131              |                       |
| 1990 | 타임 투 킬                 | 엔리코 실베스트리          | N/A                   |                       |
| 1990 | 아파치                     | 제이크 프레스턴            | $14,760,451           |                       |
| 1990 | 광란의 사망                | 세일러                     | $14,560,247           |                       |
| 1990 | 애욕의 잔다리              | 조니                       | N/A/\                 |                       |
| 1992 | 허니문 인 베가스           | 잭 싱어                    | $35,208,854           |                       |
| 1993 | 흑백 소동                  | 에이머스 오델              | $9,745,803            |                       |
| 1993 | 단판 승부                  | 에디                       | $18,369               |                       |
| 1994 | 세기의 영화                |                            | N/A                   |                       |
| 1994 | 베반의 도시                | 마이클 윌리엄스            | $2,502,551            |                       |
| 1994 | 퍼스트레이디 특수 경호대   | 도 체스닉                  | $27,058,304           |                       |
| 1994 | 당신에게 일어날 수 있는 일 | 찰리 랭                    | $37,939,757           |                       |
| 1994 | 독 안에 들어간 쥐          | 빌 필포                    | $6,017,509            |                       |
| 1995 | 이중 노출                  | 리틀 주니어 브라운         | $14,942,422           |                       |
| 1995 | 라스베가스를 떠나며        | 벤 센더슨                  | $32,029,928           |                       |
| 1996 | 더 록                      | 스탠리 굿스피드 박사       | $134,069,511          |                       |
| 1997 | 콘 에어                    | 캐머런 포                  | $101,117,573          |                       |
| 1997 | 페이스 오프                | 캐스터 트로이/숀 아처      | $112,276,146          |                       |
| 1998 | 시티 오브 엔젤             | 세스                       | $78,685,114           |                       |
| 1998 | 스네이크 아이              | 릭 산토로                  | $55,591,407           |                       |
| 1999 | 8밀리                      | 톰 웰스                    | $36,663,315           |                       |
| 1999 | 비상 근무                  | 프랭크 피어스              | $16,797,191           |                       |
| 2000 | 식스티 세컨즈              | 랜들 멤피스 레인스         | $103,748,921          | 242,901,103           |
| 2000 | 패밀리 맨                  | 잭 캠벨                    | $75,793,305           |                       |
| 2000 | 웰컴 투 헐리우드           | 니콜라스 케이지            | N/A                   |                       |
| 2001 | 이탈리안 솔져스            | 니콜라스 케이지            | N/A                   |                       |
| 2001 | 코렐리의 만돌린            | 안토니오 코렐리 대위       | $25,543,895           |                       |
| 2001 | 크리스마스 캐롤            | 재이콥 말리 (음성)         | N/A                   |                       |
| 2002 | 윈드토커                   | 조 엔더스 병장             | $40,914,068           |                       |
| 2002 | 어댑테이션                 | 찰리 코프먼/도널드 코프먼  | $22,498,520           |                       |
| 2002 | 소니                       | 애시드 옐로/감독           | $30,005               |                       |
| 2003 | 매치스틱 맨                | 로이 월러                  | $36,906,460           |                       |
| 2004 | 내셔널 트레져              | 벤 게이츠                  | $173,008,894          | $347,512,149          |
| 2005 | 로드 오브 워               | 유리 올로프                | $24,149,632           |                       |
| 2005 | 웨더 맨                    | 데이비드 스프리츠          | $12,482,480           |                       |
| 2006 | 앤드 불리                  | 조크 (음성)                | $28,142,535           |                       |
| 2006 | 위커 맨                    | 에드워드 말루스            | $23,649,127           |                       |
| 2006 | 월드 트레이드 센터         | 존 맥클로린                | $70,278,893           | $162,970,240          |
| 2007 | 고스트 라이더              | 조니 블레이즈              | $115,802,596          | $228,738,393          |
| 2007 | 그라인드하우스             | 푸 만추                    | $25,031,037           |                       |
| 2007 | 넥스트                     | 크리스 존슨                | $28,149,968           | $64,713,174           |
| 2007 | 내셔널 트레져: 비밀의 책   | 벤 게이츠                  | $247,216,391          | $450,231,414          |
| 2008 | 방콕 데인저러스            | 조                         |                       |                       |
| 2009 | 노잉                       | 존 코스틀러                |                       |                       |
| 2009 | 배드 루테넌트              | 테런스 맥도너              |                       |                       |
| 2010 | 킥 애스                    | 데이먼 매크리디 / 빅 대디  |                       |                       |
| 2010 | 마법사의 제자              | 밸서자 블레이크            | N/A                   | $215,283,603          |
| 2016 | 스노든                     | 행크 포레스터              | N/A                   | $21,587,519           |
| 2018 | 스파이더맨: 뉴 유니버스    | 스파이더맨 누아르          | 애니메이션            |                       |
| 2018 | 맨디                       | 레드                       |                       |                       |
| 2018 | 크리미널 섹터 211          |                            |                       |                       |
| 2018 | 비트윈 월즈                |                            |                       |                       |
| 2018 | 틴 타이탄 고! 투 더 무비   |                            |                       |                       |
| 2019 | 킬러 더 스파이             |                            |                       |                       |
| 2020 | 주짓수                     | 와일리                     |                       |                       |
| 2020 | 크루즈 패밀리: 뉴 에이지   | 그루그                     |                       |                       |
| 2021 | 고스트랜드                 | 히어로                     |                       |                       |
| 2021 | 피그                       | 로빈 "롭" 펠드             |                       |                       |
| 2022 | 미친 능력                  | 닉 케이지 / 니키           |                       |                       |
| 2023 | 렌필드                     | 드라큘라 백작              |                       |                       |
| 2023 | 플래시                     | 칼엘 / 슈퍼맨 (카메오)     |                       |                       |
| 2023 | 드림 시나리오              | 폴 매튜스                  |                       |                       |
| 2024 | 롱레그스                   | 롱레그스                   |                       |                       |
| 미정 | 매든                       | 존 매든                    |                       |                       |

※ 짐 캐리가 보조 출연자로 출연했다.

## 수상 경력
- 1989년 페스티벌 디 사인 디 시티지스 어워즈 남우주연상
- 1995년 제8회 시카고비평가협회상 남우주연상
- 1995년 제60회 뉴욕비평가협회상 남우주연상
- 1995년 제43회 산세바스찬국제영화제 남우주연상
- 1995년 댈러스-포트워스비평가협회상 남우주연상
- 1995년 텍사스비평가협회상 남우주연상
- 1995년 제16회 보스턴비평가협회상 남우주연상
- 1995년 어워즈 시어큐리트 커뮤니티 어워즈 남우주연상
- 1995년 선댄스영화제 트리뷰트 투 인디펜던트 비전상
- 1996년 제67회 미국비평가협회상 남우주연상
- 1996년 제53회 골든글로브시상식 드라마부문 남우주연상
- 1996년 제2회 미국배우조합상 영화부문 남우주연상
- 1996년 제21회 LA비평가협회상 남우주연상
- 1996년 제30회 전미비평가협회상 남우주연상
- 1996년 제68회 아카데미시상식 남우주연상
- 1996년 몬트리올세계영화제 업적상
- 1996년 주피터어워즈 외국남자배우상
- 1997년 주피터어워즈 외국남자배우상
- 1997년 블록버스터엔터테이먼트어워즈 액션/어드벤처부문 가장좋아하는 남자배우상
- 1997년 제6회 MTV영화제 최고의 스크린 듀오상
- 1998년 제7회 MTV영화제 최고의 스크린 듀오상
- 1998년 제41회 센프란시스코국제영화제 피터제이오언스상
- 1998년 블록버스터엔터테이먼트어워즈 액션/어드벤처부문 가장좋아하는 남자배우상
- 1999년 블록버스터엔터테이먼트어워즈 드라마/로맨스부문 가장좋아하는 남자배우상
- 2000년 블록버스터엔터테이먼트어워즈 코미디/로맨스부문 가장좋아하는 남자배우상
- 2001년 제12회 팜스프링스국제영화제 데저트 팜 업적상
- 2001년 아메리카시네마큐어워즈 갈라 트리뷰트상
- 2001년 쇼웨스트어워즈 특별상
- 2003년 토론토비평가협회상 남우주연상
- 2003년 시카고국제영화제 평생공로상
- 2005년 사인베가스 인터네셔널 필름페스티벌 헬프-라이프상
- 2007년 제42회 골든카메라시상식 최우수해외남자배우상
- 2009년 유엔 출입기자협회 올해의 세계시민상
- 2010년 토론토비평가협회상 남우주연상
- 2013년 화딩어워즈 세계적인 남자배우상
- 2014년 카타리나필름페스티벌 찰리 채플린 아이콘상
- 2018년 제51회 시체스국제영화제 명예상
- 2021년 st.루이스비평가협회상 남우주연상
- 2022년 시애틀비평가협회상 남우주연상
- 2022년 샌디에고비평가협회상 남우주연상
- 2022년 조지아비평가협회상 남우주연상
- 2022년 오스틴비평가협회상 남우주연상